# جورج دومون (لاعب كرة قاعدة)
جورج دومون (بالإنجليزية: George Dumont) هو لاعب كرة قاعدة أمريكي، ولد في 13 نوفمبر 1895 في منيابولس في الولايات المتحدة، وتوفي بنفس المكان في 13 أكتوبر 1956.

## وصلات خارجية
- جورج دومون على موقعبيزبول رفرنس.كوم (الدوري الرئيسي) (الإنجليزية)
- جورج دومون على موقعبيزبول رفرنس.كوم (الدوري الثانوي) (الإنجليزية)